# Saulxures-lès-Bulgnéville
Saulxures-lès-Bulgnéville  é uma comuna francesa na região administrativa de Grande Leste, no departamento de Vosges. Estende-se por uma área de 9,54 km². Em 2010 a comuna tinha 253 habitantes (densidade: 26,5 hab./km²).